# حريق معبد كولام
حريق معبد كولام هو حريق اندلع في يوم 10 أبريل 2016 في معبد بوتنغال في مدينة كولام في ولاية كرالا في الهند، إثر سقوط إحدى الألعاب النارية على مستودع كانت تخزن فيه مجموعة من الألعاب النارية، الأمر الذي أدى إلى مصرع أكثر من 100 شخص وإصابة أكثر من 350 شخص.

## الحريق
نشب الحريق حوالي الساعة الثالثة والنصف من صباح يوم الأحد 10 أبريل 2016 حسب التوقيت المحلي في معبد كولام في ولاية كرالا نتيجة سقوط إحدى الألعاب النارية على كوخ كان يستخدم كمستودع تخزن فيه مجموعة من الألعاب النارية المُعدّة للاحتفال الديني، حيث كان المعبد يضم حوالي 15 ألف حاج، وقد أعلنت الوسائل الإعلامية عن مصرع أكثر من 100 شخص وإصابة 350 شخص بسبب الحريق. وتشير تقارير محلية بأن الشرطة لم تمنح المعبد ترخيصاً بإقامة عرض للألعاب النارية فيه.